# Křivák (film, 1961)
Křivák, v anglickém originále One-Eyed Jacks je americký filmový western z roku 1961. Původně jej měl režírovat Stanley Kubrick, ale nakonec se toho ujal Marlon Brando a film se tak stal jediným filmem, který tento herec režíroval. Brando zde rovněž hraje hlavní roli, postavu jménem Rio, která přijíždí do města za účelem pomsty bývalému příteli Dadovi (Karl Malden). Ten spolu s ním vyloupil banku, ale s penězi utekl a Rio nedostal nic.

## Obsazení
| Marlon Brando | Rio             |
| Karl Malden   | Dad Longworth   |
| Ben Johnson   | Bob Emory       |
| Katy Jurado   | Maria Longworth |
| Pina Pellicer | Louisa          |
| Slim Pickens  | Lon Dedrick     |
| Larry Duran   | Chico Modesto   |